# Blue Mound, Kansas
Blue Mound är en ort i Linn County i Kansas. Vid 2020 års folkräkning hade Blue Mound 219 invånare.